# Municipio de Washington (condado de Indiana)
El municipio de Washington (en inglés: Washington Township) es un municipio ubicado en el condado de Indiana en el estado estadounidense de Pensilvania. En el año 2000 tenía una población de 1.805 habitantes y una densidad poblacional de 18.2 personas por km².

## Geografía
El municipio de Washington se encuentra ubicado en las coordenadas 40°44′22″N 79°11′38″O / 40.73944, -79.19389.

## Demografía
Según la Oficina del Censo en 2000 los ingresos medios por hogar en la localidad eran de $33,942 y los ingresos medios por familia eran de $37,917. Los hombres tenían unos ingresos medios de $28,229 frente a los $20,926 para las mujeres. La renta per cápita de la localidad era de $14,870. Alrededor del 9,9% de la población estaba por debajo del umbral de pobreza.